# Chemical Abstracts Service
Chemical Abstracts Service (CAS) es una división de Sociedad Estadounidense de Química (ACS por sus siglas en inglés) que produce Chemical Abstracts y productos relacionados. Está localizada en Columbus, Ohio, EE. UU.
CAS proporciona la mayor base de datos (el Número de registro CAS) revelada públicamente sobre Química, y la hace accesible buscando y creando software que provee enlaces a la literatura y las patentes originales. El término "Chemical Abstracts" se usa frecuentemente para aplicar a todos los diferentes productos, pero las distintas partes tienen ahora nombres específicos. En 2007, el Servicio de Chemical Abstracts estaba diseñado por el ACS National Historical Chemical Landmark, en reconocimiento a su significado en la mayor parte de las investigaciones científicas dentro de la Química.

## Chemical Abstracts

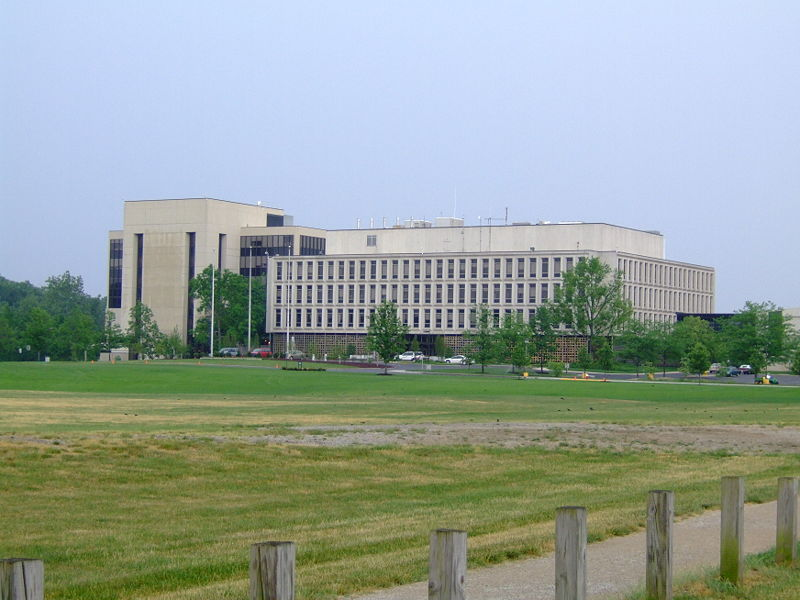
Sede de CAS en Columbus, Ohio.

Chemical Abstracts es una revista de resúmenes del mundo que recoge información sobre millones de artículos, patentes, libros y otras fuentes de información relacionadas con la química. Ha celebrado en 2007 su centenario.

### Historia
Las primeras revistas de resúmenes relacionadas con la química se desarrollaron en el siglo XIX: Chemisches Zentralblatt (1830), Bulletin de la Société Chimique de France (1863), Journal of the Chemical Society (1871), Review of American Chemical Research (1895). Esta última era el suplemento del  Journal of the American Chemical Society, a partir de 1897, por lo que se le puede considerar el precursor del Chemical Abstracts, que comenzó a publicarse de forma estable a partir de 1907, siendo su primer director  William A. Noyes. Ese año sólo incluyó unos 12,000 abstracts [resúmenes]. Cien años después el número de resúmenes llegó a ser de un millón. Muchos de sus directores fueron químicos que realizaron publicaciones relacionadas con la documentación o la  terminología química. Uno de los más influyentes fue E. J. Crane, que comenzó su colaboración en 1915 y se mantuvo en puestos importantes hasta finales de los años cincuenta. En 1965 se creó CAS Chemical Registry System, lo que permitía superar muchas ambigüedades ante el número abrumador de compuestos químicos. La llegada de la informática supuso una nueva revolución con la aparición del CAS ONLINE a principios de la década de 1980 y la progresiva expansión y simplificación de los métodos de búsqueda. Un hito en este sentido es la introducción en 1995 del  SciFinder® research que permitía realizar las búsquedas de manera gráfica. En 2007, al celebrar su centenario, el CAS reunía más de 27 millones de registros bibliográficos (fundamentalmente artículos de revista y patentes), lo que supone más de 170 millones de citas e información sobre más de 31 millones de sustancias químicas, una cifra que no deja de crecer cada año.